# Altes Stadtbad (Ludwigsburg)

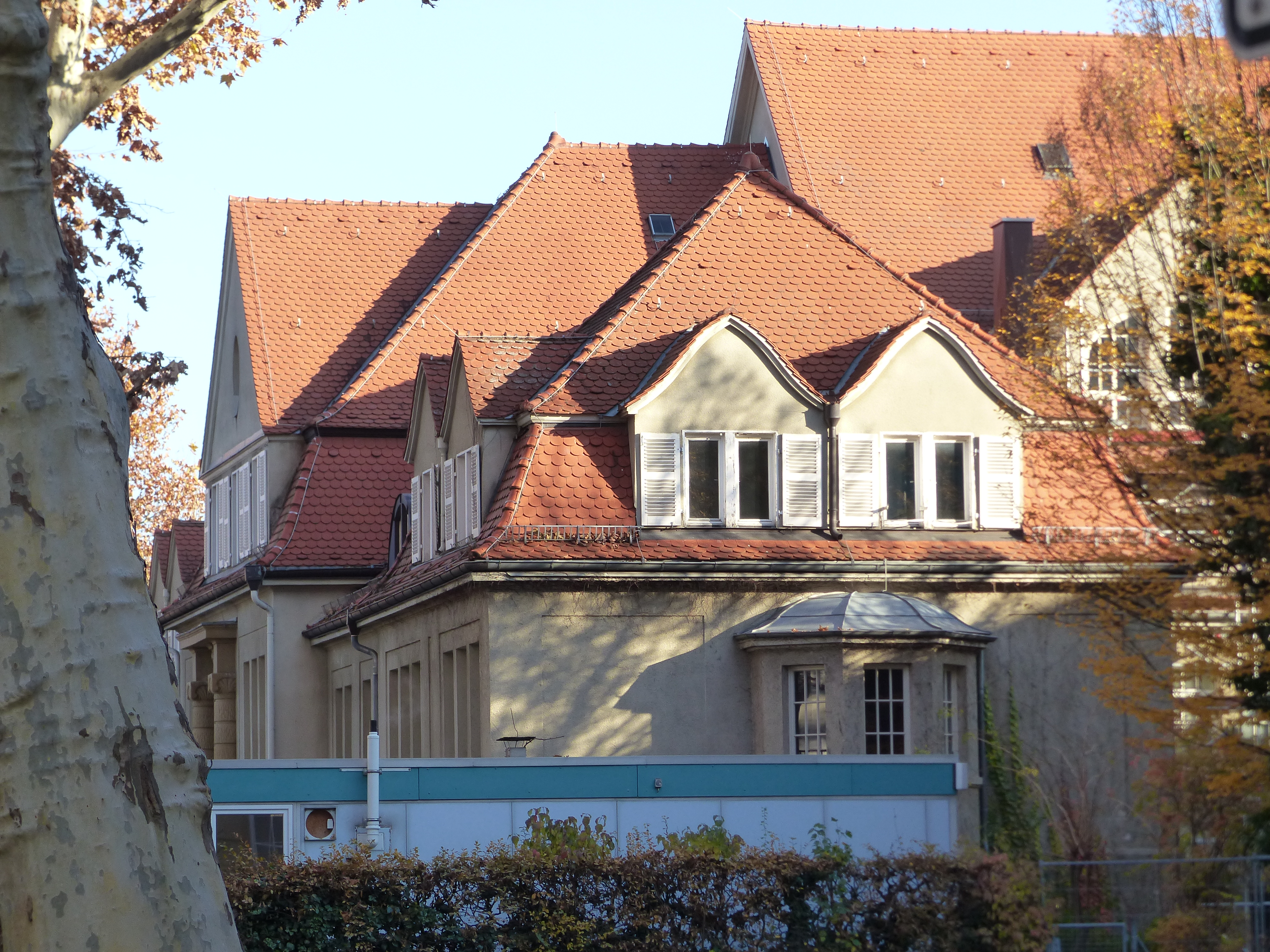
Altes Stadtbad (2018)

Das Alte Stadtbad ist ein historisches Gebäude in Ludwigsburg in Baden-Württemberg. Es wurde im Jahre 1907 erbaut und diente zunächst als öffentliches Badehaus für die Bürger der Stadt. Das Gebäude, ein Beispiel für die Architektur der späten Gründerzeit, wurde vom Architekten Karl Weigle entworfen.

## Geschichte
Das Alte Stadtbad war einst ein sozialer Treffpunkt, an dem Menschen verschiedener sozialer Schichten zusammenkamen, um sich zu treffen und zu entspannen. Mit seinen Schwimmbecken, Umkleideräumen und kunstvollen Details repräsentierte es den Zeitgeist und das Streben nach Modernität und Fortschritt zu Beginn des 20. Jahrhunderts.

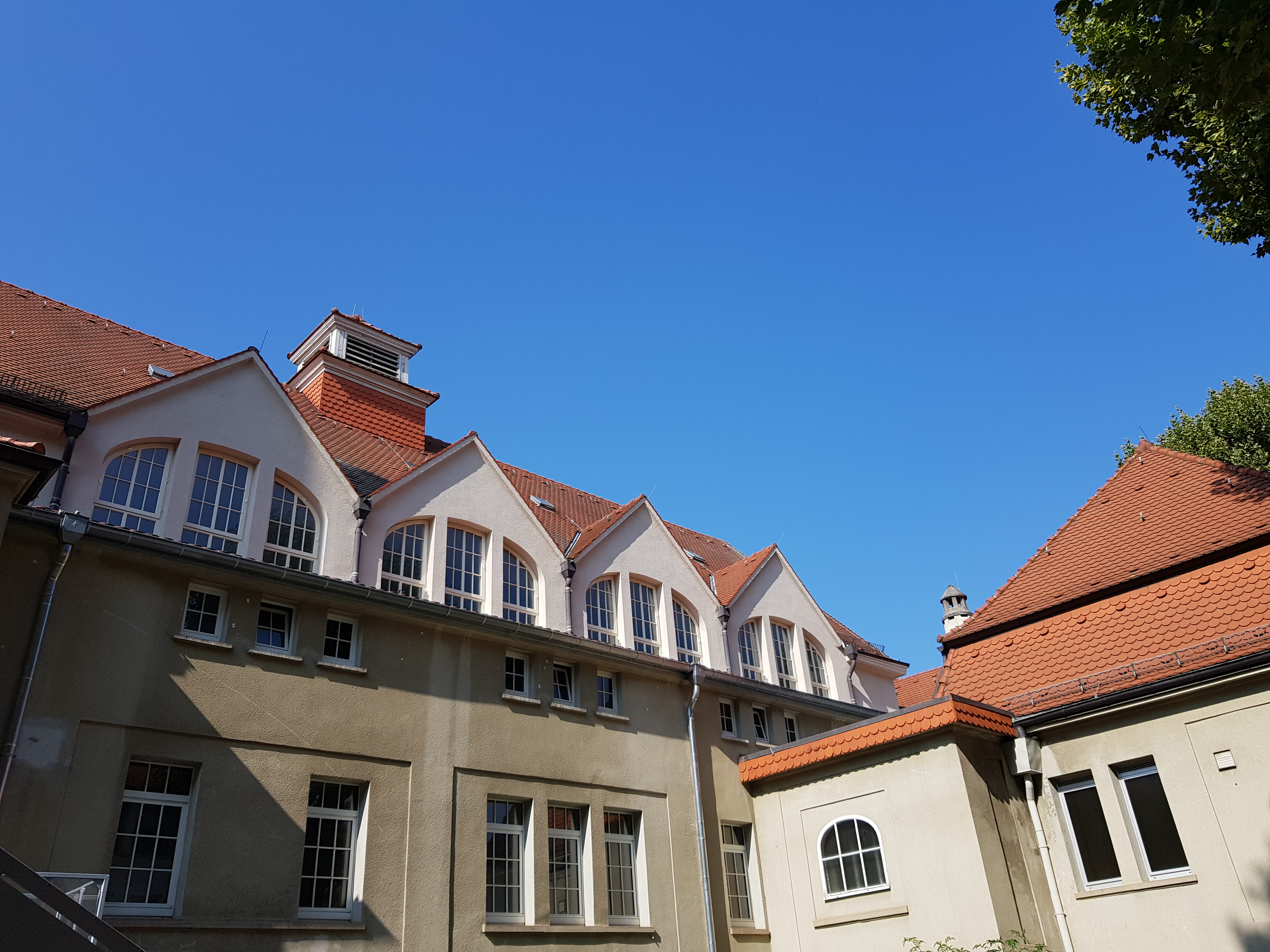
Ansicht Seestraße (2018)

## Sanierung und Umnutzung
Im Zeitraum von Januar 2018 bis April 2019 wurde das Alte Stadtbad einer Sanierung und Umnutzung unterzogen. Die Bauarbeiten wurden unter der Leitung der Baupro GmbH aus Großbottwar durchgeführt. Die Baukosten betrugen insgesamt 2,289 Millionen Euro.
Die Stadt Ludwigsburg, vertreten durch den Fachbereich Hochbau und Gebäudewirtschaft, plante und steuerte das Projekt. Das Hauptziel der Sanierung war es, das historische Gebäude in ein Kulturzentrum umzuwandeln.

## Umnutzung zur Mensa und Lernzentrum
Die Umnutzung des Alten Stadtbads umfasste die Einrichtung einer Mensa mit Besprechungsräumen und Stillarbeitsbereichen für Schülerinnen und Schüler. Der Bereich umfasst rund 800 m², wobei zusätzlich beschlossen wurde, eine 300 m² große Galerie als Selbstlernzentrum zu nutzen.
Der Zugang zum Gebäude erfolgt über den historischen Eingang von der Alleenstraße aus. Das Foyer bietet verschiedene Kommunikations- und Aktionszonen. Der Speisesaal mit 168 Sitzplätzen befindet sich im Zentrum des Gebäudes, wobei der Bodenbelag eine Nachbildung der ehemaligen Wasserfläche darstellt.

## Erhaltung des historischen Charmes
Während der Sanierung wurden die Eingriffe in die Struktur und Oberflächen des Gebäudes auf ein Minimum beschränkt, um die Atmosphäre des historischen Jugendstilbades von 1907 zu erhalten. Trotz der Umnutzung wurde darauf geachtet, dass die architektonischen Merkmale und der Charme des Gebäudes bewahrt bleiben.